# تغییرات جمعیتی شهر اراک
شهر اراک یکی از کلان‌شهرهای ایران و مرکز استان مرکزی است. شهر اراک از شهرهای ساخته شده در دوران قاجار است که در سال ۱۳۲۱قمری (۱۸۰۸ میلادی) به دستور فتحعلی شاه قاجار و توسط یوسف خان گرجی ساخته شد. جمعیت شهر از ابتدای ساخت تا کنون به سبب برخی ویژگی‌های شهری، تغییراتی کرده است که در زیر به روند این تغییرات پرداخته شده است.

## از ساخت شهر تا پایان جنگ جهانی اول (۱۱۹۴ تا ۱۲۹۷ خورشیدی)
نخستین سرشماری جمعیت کشور در سال ۱۳۱۸ خورشیدی صورت گرفت، ولی پس از آن میزان جمعیت را با تخمین یا از روی تعداد حمامها، آب انبارها یا محلات یک شهر به دست می‌آوردند. قبل از ایجاد شهر اراک، در منطقه ۸ قلعه وجود داشت. یوسف خان گرجی با تخریب هشت قلعه، قلعه‌ای تازه به نام سلطان آباد ساخت و مردم آن قلعه‌ها را به قلعه تازه کوچانید.
ژنرال شیندلر که در اواخر قرن نوزدهم میلادی دیده‌های خود را دربارهٔ اراک انتشار داده است و جمعیت آن را حدود ۶۰۰۰ نفر برآورده کرده که در مقایسه ظرفیت فیزیکی شهر، در آن دوره رقمی نزدیک به واقع بوده است، زیرا با توجه به تعداد واحدهای مسکونی که در محدوده هسته اولیه شهر ایجاد شده می‌توان نتیجه گرفت که شهر اولیه دارای ۱۰۰۰ تا ۱۲۰۰ واحد مسکونی بوده که به‌طور تخمینی جمعیتی حدود ۵۰۰۰ تا ۷۰۰۰ نفر را در خود جای می‌داده است.
از سال ۱۱۹۹ خورشیدی دور تازه‌ای از مهاجرت به شهر سلطان آباد آغاز شد.
تا سال ۱۲۷۱هجری قمری(۱۲۳۴ خورشیدی) جنبه نظامی شهر بیشتر مطرح بود. در این سال به نقل از اعتماد السلطنه، میرزا حسن خان، نایب الحکومه عراق دکان‌های شهر سلطان‌آباد و عمارت و باغ‌های دیوانی را تعمیر و درختکاری کرد و از شهرهای دیگر از هر قبیل صاحبان صنایع و حرفه‌های گوناگون را به شهر آورد و ساکن کرد. چنان‌که مرحوم ضیع الدوله مرقوم داشته است: ارباب صنایع شهر سلطان آباد، همه از بلاد مجاور دعوت شده‌اند. تجار این شهر اکثراً آذربایجانی، اصفهانی، کاشانی و خوانساری می‌باشند و صنعتگران شهر بیشتر از مردم بروجرد و شهرهای مجاور تشکیل شده است و از بومیان سلطان آباد کمتر کسی را می‌شناسیم که به شغل تجارت یا صنعت مشغول باشد. قالی بافی که سوابق ممتدی در منطقه عراق داشت در شهر سلطان‌آباد نیز رواج می‌یابد.
این مهاجرت‌ها پرشتاب انجام شد، به طوریکه از سال ۱۱۹۹ خورشیدی تا سال ۱۳۰۴ خورشیدی، جمعیت اراک تقریباً ۱۰ برابر گردید. علی‌رغم رکود عمومی حاکم بر شهرهای ایران در دوره قاجاریه، سلطان آباد از جمله معدود شهرهایی بود که بین سالهای ۱۲۹۷ قمری (۱۲۹۵ خورشیدی) تا ۱۳۳۵ قمری (۱۲۹۶ خورشیدی) در اثر گسترش تجارت خارجی و افزایش سرمایه‌گذاری داخلی و خارجی، رونق در خور یافت و مرکزی برای جذب جمعیت مهاجر از نقاط دیگر گردید بطوری که جمعیت آن طی سالهای مذکور به حدود ۳۵۰۰۰ هزار نفر رسید.
ناصرالدین شاه در سفرنامه خود معروف به عراق عجم در اردیبهشت ۱۲۷۱ خورشیدی، جمعیت استقبال کننده را که از شهر بیرون آمده بودند ۲۰۰۰۰ نفر نوشته و دکتر فوریه که طبیب ناصرالدین شاه بودو خود شرح سفرنامه را نوشته، جمعیت شهر را حدود ۴۰۰۰۰ نفر تخمین زده بود.
در سال ۱۲۸۵ خورشیدی که فرمان مشروطه صادر شد، ۹۲ سال از عمر شهر سلطان آباد می‌گذشت. در آن زمان اراک ۳۰ تا ۴۰ هزار نفر جمعیت داشت. با آغاز جنگ جهانی اول، اقتصاد روستاهای منطقه به واسطه تجارت خارجی، از بین رفتن امنیت به دلیل جنگ، خشکسالی و شیوع وبا آسیب دید و باعث شد تعداد زیادی از مردم به سلطان آباد مهاجرت کنند و جمعیت شهر به‌طور ناگهانی رشد نمود.

## از پایان جنگ جهانی اول تا پایان جنگ جهانی دوم (۱۲۹۷ تا ۱۳۲۴ خورشیدی)
براساس آمار کتاب ایرانشهر در سال ۱۳۲۰ خورشیدی، جمعیت اراک ۵۱۰۰۰ نفر بود. امّا، در سال ۱۳۲۰ به خاطر توزیع کوپن، نوعی سرشماری انجام شد که فاقد ارزش علمی بود که طبق آن جمعیت شهر را ۱۹۰۰۰ نفر ذکر شده است.

## از پایان جنگ جهانی دوم تا آغاز دوران صنعتی شهر (۱۳۲۴ تا ۱۳۴۰ خورشیدی)
از سال ۱۳۳۰به بعد شهر اراک با کاهش جمعیت روبرو شد و اکثر جمعیت شهر به تهران روی آوردند، به طوریکه جمعیت شهر در سرشماری ۱۳۳۵ نزدیک به ۶۰هزار نفر بود در حالی که اراکی‌های مقیم تهران ۷۸۳۱۸ نفر شده بودند. این روند تا سال ۱۳۴۵ وجود داشت.
در سرشماری رسمی سال ۱۳۳۵ جمعیت اراک ۵۸۹۹۸ نفر برآورد شد که نسبت به جمعیت در سال ۱۲۷۸، حدود ۱۰ برابر و نسبت به جمعیت سال ۱۳۲۰، حدود۱٫۲ برابر افزایش داشت. در طی این سالها روند رشد جمعیت آرام بود.

## از آغاز دوران صنعتی شهر تا آغاز دوران انقلاب (۱۳۴۰ تا ۱۳۵۷ خورشیدی)
تنها در دهه‌های ۴۰ تا ۵۰ بیش از ۳۰ طرح بزرگ صنعتی در شهر اراک به اجرا درآمد و ۱۷ هزار و ۵۰۰ فرصت شغلی در این شهر ایجاد کرد. جمعیت اراک در اوایل دهه ۴۰ که سرآغاز موج دوم توسعه صنعت (صنایع ماشینی و کارخانه‌ای) است حدود ۶۰۰۰۰ نفر بود.
در سرشماری سال ۱۳۴۵ جمعیت اراک ۷۱۹۲۵ نفر، در سرشماری جمعیت سال ۱۳۵۵، جمعیت شهر ۱۱۶۸۳۲ نفر برآورد شد. رشد ناگهانی جمعیت در طی ۱۰ سال ناشی از استقرار صنایع و سرمایه‌گذاری‌های سنگین دولتی در شهر اراک بود.

## از آغاز دوران انقلاب تا کنون
در سال ۱۳۵۶ با تبدیل شدن شهر اراک به مرکز استان مرکزی، جاذبه نیرومند و جدیدی به وجود آمد و به جمعیت شهر افزوده شد، به صورتی که جمعیت شهر اراک در سال ۱۳۶۵برابر با ۲۷۱۶۴۰ نفر اعلام شد. پس از آن با ایجاد مجتمع پتروشیمی در نزذیکی اراک موج تازه‌ای از افزایش جمعیت شهر پدید آمد.
در سرشماری سال ۱۳۷۵، جمعیت شهر ۳۸۰۷۵۵ نفر و در سرشماری سال ۱۳۸۵ جمعیت شهر به۴۳۸۳۳۸ نفر رسید.
با روند رو به رشد جمعیت شهر اراک و مشکلات ناشی از آن نظیر افزایش آلودگی هوا، ترافیک و کمبود خدمات شهری برای جمعیت رو به رشد، هیئت دولت با الحاق نقاط جمعیتی سنجان و کرهرود به شهر اراک، این شهر را در ردیف کلانشهرهای کشور قرار داد. در سرشماری جدید سال ۱۳۹۰، جمعیت شهر اراک ۵۲۶۱۸۲ اعلام شده است.
به دلیل قرارگیری اراک بر سر راه‌های اصلی چند استان و وجود شاخص‌های صنعتی و ارتباطی که بر روی میزان جمعیت تأثیر می‌گذارد، پیش‌بینی می‌شد که جمعیت شهر تا پایان سال ۱۳۹۲ به بیش از ۵۵۰۰۰۰ نفر افزایش یابد.
با توجه به روند فزایندهٔ آلودگی هوا و همچنین گرانی بیش از حد نرخ مسکن (طبق آمارهای رسمی مرکز آمار ایران در طی سال‌های مختلف دههٔ ۹۰، اراک پس از تهران و اصفهان، سومین شهر کشور از لحاظ گرانی قیمت مسکن می‌باشد) و به تبع آن افزایش مهاجرت از اراک به سوی شهرهای دیگر، روند جمعیت رو به کاهش گذاشت و در سرشماری سال ۹۵ با کاهش یک درصدی نسبت به سرشماری قبلی (سال ۹۰) جمعیت آن به ۵۲۰٫۹۴۴ نفر کاهش یافت.